# Danko Grlić
Danko Grlić (Gračanica, Bosna i Hercegovina, 18. rujna 1923. – Zagreb, 1. ožujka 1984.), hrvatski marksistički filozof, pripadnik praxisove škole mišljenja.

## Životopis
Grlić je rođen u malom bosanskom mjestu Gračanici, no već 1931. s obitelji seli u 
Zagreb. Danko Grlić je iznad svega cijenio slobodu, tako je zbog svog slobodoumnog izražavanja, često dolazio u sukobe sa sredinom, koji su završavali vrlo loše po njega. 1948. odležao je tri mjeseca na Golom otoku zbog Informbiroa. Zapravo radilo se o tome da ni Danko nije prihvaćao rezoluciju, ali je držao da je onaj njen dio u pravu u kojem se govori da nema dovoljno demokracije u partiji. Po povratku s Golog otoka Grlić se prihvaćao svakakvog posla, samo da preživi; prevodio je, pisao, čak i pod tuđim imenima. Od 1950. do 1955. Grlić studira filozofiju na Filozofskomu fakultetu u Zagrebu. Od 1959. na poziv Miroslava Krleže radi u Jugoslavenskom leksikografskom zavodu. Grlić je bio jedan od utemeljitelja čuvenog filozofskog časopisa  Praxis1965. godine. U razdoblju 1966. – 1968. Grlić obnaša dužnost predsjednika Hrvatskog filozofskog društva. Doktorirao je 1969. na Filozofskom fakultetu u Zagrebu obranivši svoju doktorsku dizertaciju Temeljna promišljanja Friedricha Nietzschea.
Grlić je svoju profesorsku karijeru započeo 1962. predavajući estetiku na Akademiji likovnih umjetnosti u Zagrebu, no to je potrajalo sve do 1968., kada mu je ponovno zbog njegova slobodoumlja zabranjeno dalje raditi, - te je ponovno ostao bez posla. Prilika da se opet zaposli došla je s Filozofskog fakulteta Sveučilišta u Beogradu, tu je izabran za profesora i predavao je od 1971. do 1974. Konačno je dočekao da se uprazni katedra za estetiku 1974. u Zagrebu na Filozofskom fakultetu na tom fakultetu ostao je sve do smrti 1984.
Grlićev najveći filozofski izazov bila je estetika, napisao je najkompleniji udžbenik za tu filozofsku disciplinu u našoj sredini koji se koristi i danas. To opsežno enciklopedijsko djelo u četiri toma izlazilo je od 1974. – 1979. a tiskao ga je zagrebački Napriijed.
- Njegov sin je poznati hrvatski filmski redatelj Rajko Grlić, iz braka s novinarkom Evom Grlić.

## Najznačajnija djela
I Grlić je poput ostalih praxisovaca bio zastupnik tada moderne filozofske pozicije, na temelju kritičkog promišljanja marksističke filozofije prakse.
Pored Marxa, na Grlića je osobito snažan utisak ostavio Friedrich Nietzsche, tada ne baš osobito cijenjeni filozof u marksističkim krugovima. Grlića su inspirirala njegova razmišljanja o slobodi kao perspektivi razvoja univerzalnih mogućnosti ljudskog bića, posebice u umjetnosti kao perjanice slobode. Grlić je htio ispraviti negativnu sliku o 
Nietzscheu - u marksističkim krugovima, dokazujući da je mračna slika njegova djela plod nacističke propagande i da uopće nema veze sa suštinom njegovih promišljanja.
- Estetika I-IV, Naprijed, Zagreb, 1974 - 79.
- Odabrana djela  (I-IV), Naprijed, Zagreb-Nolit, Beograd, 1988: 
  - Sv. I: Zašto (1971), Contra dogmaticos (1971)
  - Sv. II: Friedrich Nietzsche (1969/1981)
  - Sv. III: Umjetnost i filozofija (1965), Za umjetnost (1983)
  - Sv. IV: Izazov negativnog, Misaona avantura Waltera Benjamina
- Izazov negativnog, Nolit, Beograd, 1986., ISBN 86-19-00508-1
- Zašto, Studentski centar Sveučilišta u Zagrebu, 1968.
- Odabrana djela, Naprijed, Zagreb, Nolit, Beograd, 1988., ISBN 86-349-0158-0
- Leksikon filozofa, Naprijed, Zagreb: 1983.

O Danku Grliću:
- Tuna Prekpalaj, "Umanesimo e marxismo in Ganko Grlić", disertacija, Sveučilište Padova, 1977.
- Slađana Kavarić Mandić, "Filozofija Danka Grlića", doktorska disertacija, Univerzitet Crne Gore, 2022.

Postumno je u njegovu čast objavljen;
- "Umjetnost i revolucija", Spomenica Danku Grliću (1923-1984); uredio Gajo Petrović, Naprijed, Zagreb, 1989.
- Zbornik radova u čast Danku Grliću povodom dvadeset godina od njegove smrti, urednik Gordana Škorić, FF press, Zagreb, 2004.[3]

## Pogledajte i ovo
- Praxis filozofija
- Praxis (časopis)

## Vanjske poveznice
- Danko Grlić: Practice and Dogma, na portalu Praxis (engl.)
- Danko Grlić: Marginalije o problemu nacije[neaktivna poveznica]
- Praxis 1973 1-2:Jednakost i nejednakost - Danko Grlić  Arhivirana inačica izvorne stranice od 20. kolovoza 2008. (Wayback Machine) (hrv.)